# Sarcophaga vervesi
Sarcophaga vervesi är en tvåvingeart som beskrevs av Nandi 1993. Sarcophaga vervesi ingår i släktet Sarcophaga och familjen köttflugor. Inga underarter finns listade i Catalogue of Life.